# Acraea andromacha
Espèce
Synonymes
- Papilio andromacha
- Acraea entoria
- Acraea theodote
- Acraea andromache

Acraea andromacha est un Insecte Lépidoptère  de la famille des  Nymphalidae, la sous-famille des Heliconiinae (ou Acraeinae, selon les classification) et du genre Acraea. Il fait partie du sous-genre nominatif, du groupe de A. neobule.
Avec ses espèces proches A. (A.) moluccana et meyeri, elle est une des rares espèces asiatiques d'Acraea, groupe essentiellement afrotropical.

## Dénomination
Acraea andromacha a été nommé par Johan Christian Fabricius en 1775, à l'origine dans le genre Papilio.
Synonymes :  Acraea entoria Godart, 1819 ; Acraea theodote Wallengren, 1860.

### Noms vernaculaires
Acraea andromacha  se nomme en anglais Glasswing ou Small Greasy  .

### Sous-espèces décrites
- Acraea andromacha andromacha dans la Mer de Timor, nord de l'Australie jusqu'à Nouvelle-Galles du Sud
- Acraea andromacha sanderi Rothschild et Jordan, 1893 en Nouvelle-Guinée
- Acraea andromacha oenome Kirby, 1889 dans les Îles de la côte sud-est de la Papouasie-Nouvelle-Guinée
- Acraea andromacha indica Rober, 1885, de Sulawesi.

## Description
Ce sont de grands papillons (envergure de 60 mm) aux ailes antérieures translucides veinées de noir et aux ailes postérieures à damiers noirs et blancs bordée d'une bande foncée ornée d'une ligne de taches ovales blanches.

### Chenille

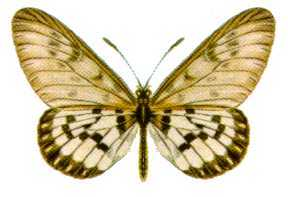

La chenille, orange et marron, porte de longues épines noires (comme tous les Acraea).

## Biologie

### Période de vol
Acraea andromacha vole toute l'année.

### Plantes-hôtes
Ses plantes-hôtes sont principalement des Passifloraceae Passiflora alba, Passiflora cinnabarina, Passiflora foetida, Passiflora herbertiana, Passiflora mollissima, Passiflora suberosa, Passiflora subpeltata 'et Adenia populifolia', Adenia heterophylla, Hybanthus aurantiacus 'et Hybanthus enneaspermus',.

## Écologie et distribution
Acraea andromacha est présent en Australie et Nouvelle-Guinée et dans les îles environnantes.

### Biotope
Il fréquente les lisières des forêts et les zones plantés d'arbustes.

### Protection
Pas de statut de protection particulier.